# Groß Heide
Groß Heide ist ein Ortsteil der Stadt Dannenberg (Elbe) in der Samtgemeinde Elbtalaue im Landkreis Lüchow-Dannenberg in Niedersachsen.
Das Dorf liegt vier Kilometer – über die Kreisstraße 1 sieben Kilometer – südlich des Zentrums von Dannenberg.

## Geografie
Die Gemarkung Groß Heide umfasst eine Fläche von ca. 556 Hektar. Das Dorf liegt in der Jeetzelniederung auf einer Höhe von etwa 14,50 m über NHN. Vor Hochwasser aus der Altmark und Rückstau des Jeetzelkanals bei Elbe-Hochwasser schützende Deiche wurden um 1960 fertiggestellt. Die Flur umfasst die Bodenarten: Sand, anmooriger Sand, anlehmiger Sand und Moor, mit manchmal salzigem Grundwasser. Äcker haben durchschnittlich eine Bodenpunktzahl von 24 bis 30 – nur einige wenige Flächen liegen darüber. Die Flurnamen deuten auf einen wendischen Ursprung des Dorfes hin. Über ¾ der alten Flurnamen in der Feldmark können der polabischen Sprache zugeordnet werden. Groß Heide liegt auf einem Salzstock. Groß Heide ist 1600 schon im Mellinger Atlas zu finden. Im Laufe der Jahrhunderte hat die Siedlung verschiedene Ortsnamen erhalten: Tor Slotesheyde, Fritzenheide, Gümser Heyde, Heyde, Grossenheide, Gr. Heide und schließlich Groß Heide.

## Einwohnerentwicklung
Im Jahr 2020 lebten 126 Einwohner (incl.20 Kinder) in den verschiedensten Berufen (incl. Kunst) und Selbstständigkeiten im Ort.
Zu den Vereinen und Gruppen gehören die Freiwillige Feuerwehr Groß Heide (1. Gründung 1888), der monatliche Frauenstammtisch, das historische Dorfgasthaus (Schulz) und der Wunderpunkt bei der kulturellen Landpartie.

## Geschichte

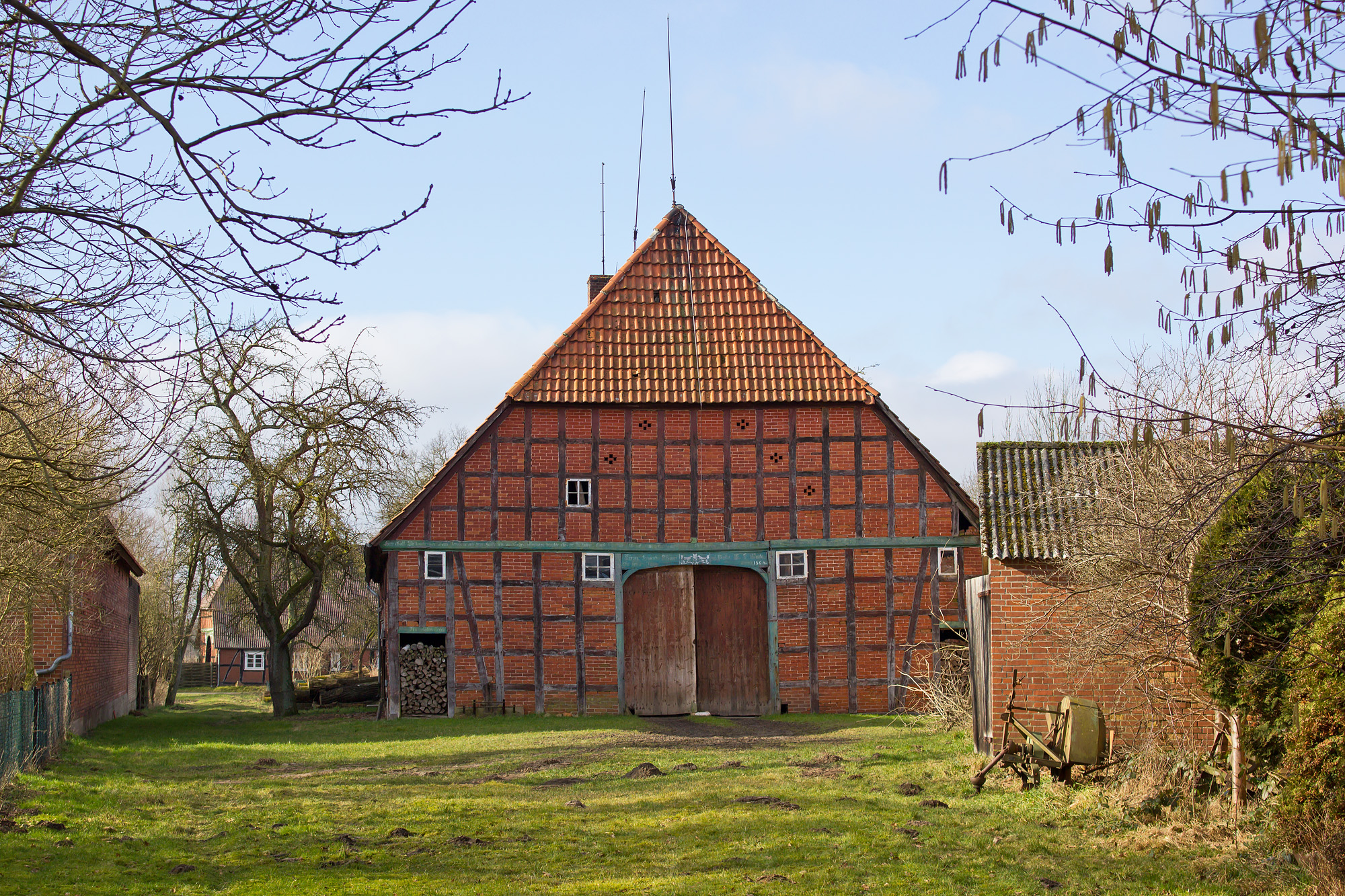
Regionaltypisches Hallenhaus im Ortsgebiet

Für das Jahr 1848 wird angegeben, dass Groß Heide 36 Wohngebäude hatte, in denen 189 Einwohner lebten. Zu der Zeit war der Ort in die Parochie St. Annen in Dannenberg eingepfarrt und die Schule befand sich in Groß Heide.
Am 1. Dezember 1910 hatte Groß Heide als eigenständige Gemeinde im Kreis Dannenberg 162 Einwohner.
Am 1. Juli 1972 wurde der Ort nach Dannenberg eingemeindet.
Erste Nennung des Dorfes 1450 im Winsener Schatzregister (Steuerstelle) im Amt Dannenberg als „tor Slotesheyde“ (tor = zur Schloßheide; oder nach Antje Schmitz: Siedlung bei der Heide, die von Wasserläufen, Abzugsgräben durchzogen ist; slot = zwischen zwei Grundstücken gezogener Wassergraben und Heide = sandige, unbebaute, wild bewachsene Fläche … Wald mit Kiefernbestand), bis 1593 dem Adels- bzw. Rittergeschlecht von dem Berge zu Gümse (bei Dannenberg/Elbe) gehörig, danach dem Amt (Marschvogtei) Dannenberg zugehörig. Groß Heide wird hier als einer der Wasserdörfer genannt.
In den Jahren 1410 und 1431 Werner von dem Berge, 1436 Geverd von dem Berge, 1452 und 1470 Segeband von dem Berge. Zu diesem Zeitpunkt besteht es aus 6 Hufen/Höfe bzw. 6 Hakenhöfe. Durch Höfeteilungen sind bis 1851 aus den 6 Vollhufen 8 Halbhufen, 8 Viertelhufen entstanden und ein Kossater ist dazugekommen. Heute (2021) wirtschaften in Groß Heide ein Ackerbauer mit seiner Familie und ein Bio-Landwirt am Dorfrand.
Verkoppelung/Gemeinheitsteilung: Beginn 1851 – Unterschriften erfolgten 1857/58; Ablösungen: Verträge von 1867.
Kirchliche Zugehörigkeit:
Friedhof und Kapelle von 1510 bis 1871 St. Annen Gemeinde – zusammen mit 17 weiteren Dörfern (der Platz, auf dem die Kapelle stand, und der Kirchhof/Friedhof ist in der Nähe des heutigen Prochaskaplatzes in Dannenberg.), der heutige Friedhof ist seit 1872 in Groß Heide; Trauungen finden in der St.-Johannis-Gemeinde in Dannenberg statt.
Schule:
Mindestens seit 1651 im Gesamtschulverband 8 – zusammen mit den Nachbardörfern Klein Heide, Langenhorst, Soven (Wasser) Liepe und Prabstorf. Die Schule in Groß Heide wird im Zuge der Gemeindereform 1972 aufgelöst.